# Strumienno (gromada)
Strumienno – dawna gromada, czyli najmniejsza jednostka podziału terytorialnego Polskiej Rzeczypospolitej Ludowej w latach 1954–1972.
Gromady, z gromadzkimi radami narodowymi (GRN) jako organami władzy najniższego stopnia na wsi, funkcjonowały od reformy reorganizującej administrację wiejską przeprowadzonej jesienią 1954 do momentu ich zniesienia z dniem 1 stycznia 1973, tym samym wypierając organizację gminną w latach 1954–1972.
Gromadę Strumienno z siedzibą GRN w Strumiennie utworzono – jako jedną z 8759 gromad na obszarze Polski – w powiecie krośnieńskim w woj. zielonogórskim na mocy uchwały nr V/17/54 WRN w Zielonej Górze z dnia 5 października 1954. W skład jednostki weszły obszary dotychczasowych gromad: Strumienno i Raduszec Stary ze zniesionej gminy Krosno Odrzańskie oraz Raduszec Nowy i Sarbia ze zniesionej gminy Wężyska w tymże powiecie. Dla gromady ustalono 13 członków gromadzkiej rady narodowej.
1 stycznia 1959 gromadę zniesiono, a jej obszar wszedł w skład nowo utworzonej gromady Krosno Odrzańskie w tymże powiecie.